# Чорно-біло-червоний фронт

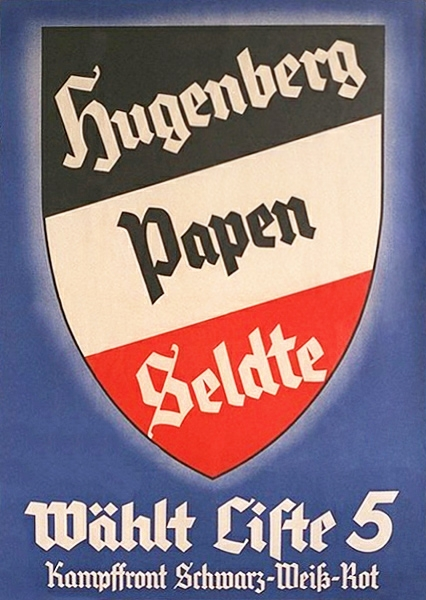
Агітаційний плакат

Чо́рно-бі́ло-черво́ний фро́нт (нім. Kampffront Schwarz-Weiß-Rot) — у 1933 році виборчий блок німецьких правих, націонал-консервативних сил: Національної народної партії (ННП) і Сталевого шолома. Утворений 11 лютого 1933 року з ініціативи ННП для участі у виборах до Рейхстагу 5 березня того ж року. Названий за кольорами прапора Німецької імперії. Висунув 11 кандидатів у депутати Рейхстагу з числа лідерів ННП. На таємному засіданні із представниками Націонал-соціалістичної робітничої партії (НСДАП) від 20 лютого 1933 року отримав чверть (25 %) від 3 млн рейхсмарок, які надав німецький крупний бізнес для перемоги правих на виборах. Незважаючи на значні вливання коштів набрав на загальнонаціональних виборах лише 8 % (52 депутатських місць), сильно поступившись націонал-соціалістам.